# 青木美菜
青木 美菜（あおき みな、1992年3月11日 - ）は、元テレビ山梨のアナウンサー。

## 経歴・人物
静岡文化芸術大学卒業。
2012年ミス浜松コンテストグランプリを受賞し、浜松のPR大使として活動。2014年にテレビ山梨に入社。
2025年6月に結婚を発表し、同時にテレビ山梨を退社する事を発表した。同局アナウンサーとしての出演は同月31日の「スゴろく」が最後となった。
血液型A型、身長157cm。趣味は歌うこと、中島みゆきの歌モノマネ、ドライブ、映画鑑賞など。

## 担当番組
- スゴろく - MC・リポーター
- いいトコ山梨
- UTYニュース

過去の担当番組
- ウッティタウン6丁目 -MC
- UTYカラオケ大賞 - MC